# Przedstawiciele dyplomatyczni Polski w Bułgarii
Pierwsza oficjalna placówka dyplomatyczna RP w Bułgarii rozpoczęła działalność 2 stycznia 1919 w Sofii. Pierwszym polskim przedstawicielem dyplomatycznym, akredytowanym w Bułgarii był slawista i historyk Tadeusz Stanisław Grabowski. We wrześniu 1939, po agresji niemieckiej, Warszawę opuścił poseł Bułgarii Petyr Trajanow. Poselstwo polskie w Sofii działało do marca 1941, kiedy to poseł Adam Tarnowski wręczył stronie bułgarskiej notę o zerwaniu stosunków dyplomatycznych. 
Ponowne nawiązanie stosunków dyplomatycznych między Polską i Bułgarią miało miejsce 16 lipca 1945. Podobnie jak w okresie międzywojennym stosunki dwustronne realizowano na szczeblu poselstw. W 1948 rangę stosunków dwustronnych podniesiono do szczebla ambasad. Na potrzeby ambasady przejęto budynek, użytkowany do 1941 przez Niemcy, a w latach 1944–1945 przez Szwecję. Obecnie budynek ambasady mieści się w Sofii, przy ulicy Chan Krum 46.

## Wykaz przedstawicieli dyplomatycznych Polski w Bułgarii
- 1918–1925 – Tadeusz Stanisław Grabowski (poseł)
- 1925–1930 – Władysław Baranowski (poseł)
- 1930–1941 – Adam Tarnowski (poseł)

2 marca 1941 – likwidacja placówki w związku z zerwaniem stosunków dyplomatycznych.
- 1945–1948 – Edmund Zalewski (poseł)
- 1948 – Stefan Chanachowicz (chargé d'affaires a.i.)
- 1948–1953 – Aleksander Barchacz
- 1953–1956 – Marian Szczepański
- 1956–1957 – Leon Szyguła
- 1957–1964 – Aleksander Juszkiewicz
- 1964–1970 – Ryszard Nieszporek
- 1970–1973 – Jerzy Szyszko
- 1973–1978 – Józef Muszyński
- 1978–1980 – Lucjan Motyka
- 1980–1981 – Mieczysław Karpiesiuk (chargé d’affaires a.i.)
- 1981–1986 – Władysław Napieraj
- 1986–1990 – Wiesław Bek
- 1990–1991 – Władysław Pożoga
- 1991–1997 – Tadeusz Wasilewski
- 1997–1998 – Romuald Kunat
- 1998–2003 – Jarosław Lindenberg
- 2003–2006 – Sławomir Dąbrowa
- 2006–2007 – Irena Tatarzyńska (chargé d'affaires)
- 2007–2010 – Andrzej Papierz
- 2010–2014 – Leszek Hensel
- 2014–2018 – Krzysztof Krajewski
- od 6 czerwca 2019 – Maciej Szymański